# 台湾琥珀蜗牛
台湾琥珀蜗牛（学名：Zonitoides formosana）是柄眼目琥珀蜗牛科Zonitoides的一种微小蝸牛。主要分布于台湾的淡水沙崙，常栖息在高海拔山区落叶堆下。